# Xochiatipan
Xochiatipan è un comune del Messico, situato nello stato di Hidalgo.